# Aéroport Comandante Espora
Pour les articles homonymes, voir BHI.
L'aéroport Comandante Espora (code IATA : BHI • code OACI : SAZB) est un aéroport situé dans la localité de Grünbein, à 12 km à l'est du centre-ville de Bahía Blanca, dans le sud de la province de Buenos Aires, en Argentine. Les travaux commencent en 1952 dans le cadre du deuxième plan quinquennal, sous le gouvernement de Juan Domingo Perón, et sont achevés en juin 1955.

## Caractéristiques
Une partie du terrain qu'il occupe correspond à la base aéronavale Comandante Espora, appartenant à la Marine argentine. La 181e section d'aviation de l'armée argentine a son quartier général dans cet aéroport. Il est situé sur l'autoroute Juan Pablo II au kilomètre 675 (ex-route 3 Nord) (B8000). Il dispose d'une piste de 2 410 m de long et d'une autre de 2 100 m, toutes deux asphaltées. La superficie totale du site est de 350 ha et le terminal passagers de 3 300 m2.
La piste 17L/35R fait l'objet d'un appel d'offres en décembre 2012 et est achevée. En 2014, le gouvernement national investit plus de 82 millions de pesos du Fonds fiduciaire pour le renforcement du système aéroportuaire national pour moderniser, rééquiper et améliorer l'infrastructure de l'aéroport, avec notamment des améliorations de la piste principale.

## Situation
| \| 100 km1:20 642 000 \| Bahía Blanca San Carlos de Bariloche Buenos Aires · J.-Newbery Buenos Aires · Ezeiza Buenos Aires · El Palomar Catamarca Comodoro Rivadavia Córdoba Corrientes El Calafate Esquel Formosa Gobernador Gregores San Salvador de Jujuy La Rioja Malargüe Mar del Plata Mendoza Neuquén Paraná Perito Moreno Puerto · Iguazú Puerto Madryn Reconquista Resistencia Río Cuarto Río Gallegos Río Grande Rosario Salta San Juan San Luis San Martín de los Andes San Rafael Santa Fe de la Vera Cruz Santa Rosa Santiago del Estero Sunchales Tandil Termas de Río Hondo Trelew Tucumán Ushuaia Viedma |
| 100 km1:20 642 000 |

## Compagnies et destinations
| Compagnies                      | Destinations                                                                                               |
| ------------------------------- | --- |
| Aerolíneas Argentinas           | Buenos Aires-J. Newbery, Mar del Plata, Trelew-Almirante Zar (es) En saison : San Carlos de Bariloche (en) |
| Líneas Aéreas del Estado (LADE) | Comodoro Rivadavia, Malargüe (en), Mendoza-El Plumerillo, Neuquén (en), Puerto Madryn (El Tehuelche) (en)  |

Édité le 05/03/2024